# تیم ملی فوتبال اتریش

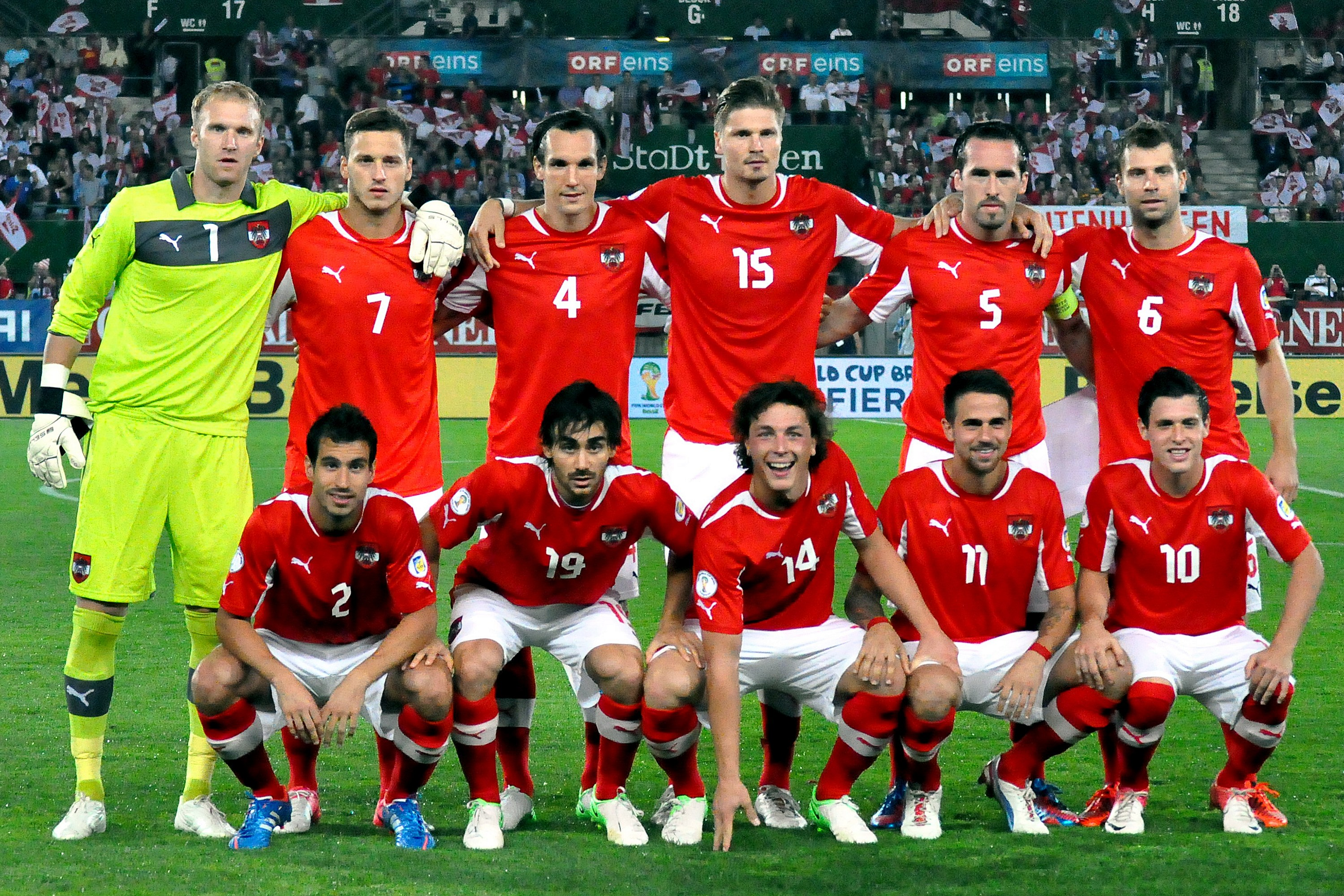
تیم ملی فوتبال اتریش پیش از بازی با تیم ملی فوتبال آلمان در چارچوب بازی‌های مقدماتی جام جهانی ۲۰۱۴

تیم ملی فوتبال اتریش به نمایندگی از اتریش و زیر نظر اتحادیه فوتبال اتریش به میدان می‌رود. تیم اتریش برای هفت دورهٔ جام جهانی فوتبال واجد شرایط شده است. آخرین بار در سال ۱۹۹۸، به جام جهانی راه یافت، برای اولین بار در ۲۰۰۸ در جام ملت‌های اروپا بازی کرد که کشور سوئیس میزبان آن بود و آخرین بار در ۲۰۲۳ حضور یافت.
از بازیکنان مطرح اتریش می‌توان به داوید آلابا و مارکو آرناتوویج اشاره کرد.